# الدوري الهولندي الممتاز 1904–05
الدوري الهولندي الممتاز 1904–05 (بالهولندية: Nederlands landskampioenschap voetbal 1904/05)‏ هو الموسم 17 من الدوري الهولندي الممتاز. أشرف على تنظيمه الاتحاد الملكي الهولندي لكرة القدم، وكان عدد الأندية المشاركة فيه 18، وفاز فيه HVV Den Haag ‏.